# La Roquille

La Roquille este o comună în departamentul Gironde din sud-vestul Franței. În 2009 avea o populație de 305 de locuitori.

## Evoluția populației
| An        | 1975 | 1982 | 1990 | 1999 | 2006 | 2009 |
| --------- | ---- | ---- | ---- | ---- | ---- | ---- |
| Populație | 264  | 218  | 335  | 312  | 296  | 305  |